# Volkswagen Crafter
Volkswagen Crafter je největší lehký užitkový automobil, který od roku 2006 vyrábí německá automobilka Volkswagen ve spolupráci s automobilkou Mercedes-Benz, která má ve své nabídce sesterský automobil Mercedes-Benz Sprinter.